# Bucephalandra
Bucephalandra, rod kozlačevki. Sve 32 vrste su endemi sa Bornea.. Reofiti, biljke brzih rijeka.

## Vrste
1. Bucephalandra adei S.Y.Wong, Hii & P.C.Boyce
2. Bucephalandra akantha S.Y.Wong & P.C.Boyce
3. Bucephalandra aurantiitheca S.Y.Wong & P.C.Boyce
4. Bucephalandra belindae S.Y.Wong & P.C.Boyce
5. Bucephalandra bogneri S.Y.Wong & P.C.Boyce
6. Bucephalandra catherineae P.C.Boyce, Bogner & Mayo
7. Bucephalandra chimaera S.Y.Wong & P.C.Boyce
8. Bucephalandra chrysokoupa S.Y.Wong & P.C.Boyce
9. Bucephalandra danumensis S.Y.Wong, P.C.Boyce & Kartini
10. Bucephalandra diabolica S.Y.Wong & P.C.Boyce
11. Bucephalandra elliptica (Engl.) S.Y.Wong & P.C.Boyce
12. Bucephalandra filiformis S.Y.Wong & P.C.Boyce
13. Bucephalandra forcipula S.Y.Wong & P.C.Boyce
14. Bucephalandra gigantea Bogner
15. Bucephalandra goliath S.Y.Wong & P.C.Boyce
16. Bucephalandra kerangas S.Y.Wong & P.C.Boyce
17. Bucephalandra kishii S.Y.Wong & P.C.Boyce
18. Bucephalandra magnifolia H.Okada & Y.Mori
19. Bucephalandra micrantha S.Y.Wong & P.C.Boyce
20. Bucephalandra minotaur S.Y.Wong & P.C.Boyce
21. Bucephalandra motleyana Schott
22. Bucephalandra muluensis (M.Hotta) S.Y.Wong & P.C.Boyce
23. Bucephalandra oblanceolata (M.Hotta) S.Y.Wong & P.C.Boyce
24. Bucephalandra oncophora S.Y.Wong & P.C.Boyce
25. Bucephalandra pubes S.Y.Wong & P.C.Boyce
26. Bucephalandra pygmaea (Becc.) P.C.Boyce & S.Y.Wong
27. Bucephalandra sordidula S.Y.Wong & P.C.Boyce
28. Bucephalandra spathulifolia Engl. ex S.Y.Wong & P.C.Boyce
29. Bucephalandra tetana S.Y.Wong & P.C.Boyce
30. Bucephalandra ultramafica S.Y.Wong & P.C.Boyce
31. Bucephalandra vespula S.Y.Wong & P.C.Boyce
32. Bucephalandra yengiae P.C.Boyce

## Sinonimi
- Microcasia Becc.; Bull. Soc. Tosc. Ortic. 4: 180 (1879)

## Vanjske poveznice
|  | Zajednički poslužitelj ima još gradiva o temi Bucephalandra |
|  | Wikivrste imaju podatke o taksonu Bucephalandra             |